# Emsländischer Heimatbund
Der Emsländische Heimatbund ist ein Heimatverein mit dem Ziel der Gesamterschließung des Emslandes mit seiner Geschichte, der Landschaft, seinen Facetten und Besonderheiten. Der eingetragene Verein ist zugleich Dachverband für mehr als 60 Vereine mit gut 12.000 Mitgliedern.

## Beschreibung
Der am 12. Dezember 1952 von acht Persönlichkeiten aus Politik, Verwaltung und Kultur zunächst als Emsländischer Heimatverein gegründete Organisation ist seit 1952 Herausgeberin eines Jahrbuchs, das zeitweilig unter dem Titel Emsland-Jahrbuch in Osnabrück erschien, seit 1967 in Sögel als Jahrbuch des Emsländischen Heimatbundes, ergänzt durch die Beilage Das Emsland im Bild. Zudem agiert der Heimatbund als Verlag für Schriften verschiedener Autoren.
In einer eigenen Bibliothek sammelt der Verein überwiegend regionales Schriftgut.
Anfang der 1970er Jahre übernahm der Verein die Trägerschaft des Emslandmuseums Schloss Clemenswerth. Der Heimatbund ist zudem tätig für die am selben Sitz 1979 gegründete Emsländische Landschaft.

## Vorsitzende
- ab 1952: Josef Stecker[2]
- 10. August 1995 bis 2022: Hermann Bröring[1]
- seit 2022: Marc-André Burgdorf[1]